# Regierung Liebe

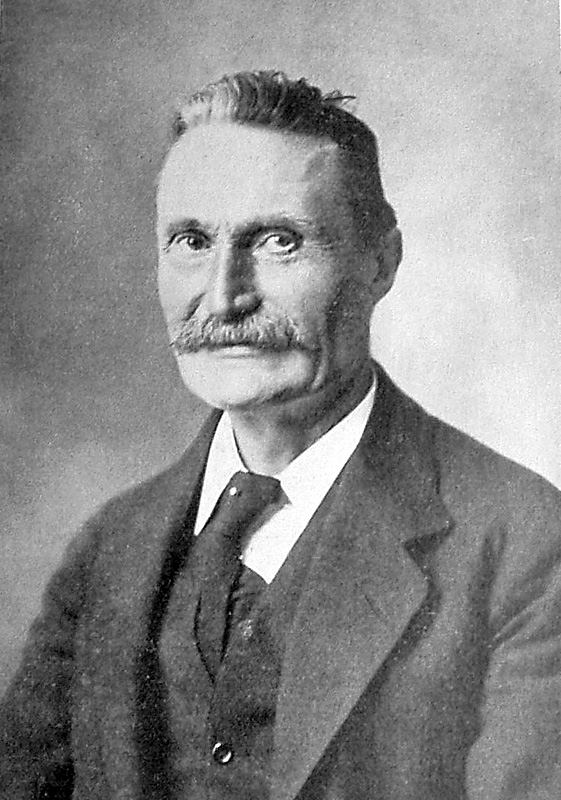
Otto Liebe

Die Regierung Liebe wurde in Dänemark am 30. März 1920 durch Otto Liebe als geschäftsführende Regierung gebildet und löste die zweite Regierung Zahle von Det Radikale Venstre ab. Sie befand sich bis zum 5. April 1920 im Amt und wurde dann durch die geschäftsführende Regierung Friis abgelöst. Die Regierung Liebe war damit die Regierung mit der kürzesten Amtszeit in der Geschichte Dänemarks.

## Südschleswig-Frage, Osterkrise und Übergangsregierung Liebe
Im Februar und März 1920 führte die Südschleswig-Frage zu einer Regierungskrise. Zahles Regierung wünschte zwar den Anschluss des ganzen bisherigen Herzogtums Schleswig, akzeptierte aber eine Volksabstimmung in Übereinstimmung mit der Satzung des Völkerbundes. Die Grenzziehung erfolgte entlang der sogenannten „Clausen-Linie“ südlich von Tønder und nördlich von Flensburg, was zu einer gewissen Bevorzugung Dänemarks im Vergleich zu der von Deutschland vorgeschlagenen „Tiedje-Line“ einbrachte. Dies führte zu Kritik an Zahle, der sich jedoch weigerte, vorgezogene Wahlen durchzuführen und daraufhin von König Christian X. entlassen wurde. Dies wiederum löste eine als Osterkrise (Påskekrisen) bekanntgewordene Verfassungskrise aus, da der Monarch nach dem Grundgesetz Dänemarks eine gewählte Regierung nur ausnahmsweise entlassen konnte. Am 20. März 1920 berief er eine geschäftsführende Regierung unter dem Rechtsanwalt Otto Liebe. Liebe und seine Minister waren politisch konservativ orientiert, aber selbst keine Politiker. Sie merkten bald, dass sie die explosive Stimmung nicht mehr unter Kontrolle hatten. Einige Kritiker merkten an, dass der König einen Verfassungsbruch begangen habe, und es wurde mit einem Generalstreik gedroht. Der König war beunruhigt, und bereits am Ostersonntag, dem 4. April 1920, entließ er die Regierung Liebe wieder und ernannte stattdessen eine neue geschäftsführende Regierung mit Michael Pedersen Friis als Ministerpräsidenten. Dieser übergab das Amt dann schließlich nach der Folketingwahl vom 26. April 1920 an den früheren Ministerpräsidenten Niels Neergaard von der Venstre, der am 5. Mai 1920 schließlich seine zweite Regierung bildete.

## Minister
| Ressort                               | Amtsinhaber                                     |
| ------------------------------------- | ----------------------------------------------- |
| Ministerpräsident                     | Otto Liebe                                      |
| Außenminister Verteidigungsminister   | Henri Konow                                     |
| Finanzminister                        | Hans Peter Hjerl Hansen                         |
| Innenminister Landwirtschaftsminister | Waldemar Oxholm                                 |
| Justizminister                        | Otto Liebe ab 2. April 1920: Kristian Sindballe |
| Unterrichtsminister                   | Thorkild Rovsing                                |
| Kirchenminister                       | H. Edvard Hass                                  |
| Minister für öffentliche Arbeiten     | Niels Christensen Monberg                       |
| Handelsminister                       | Magnus Suenson                                  |